# 九評共産党

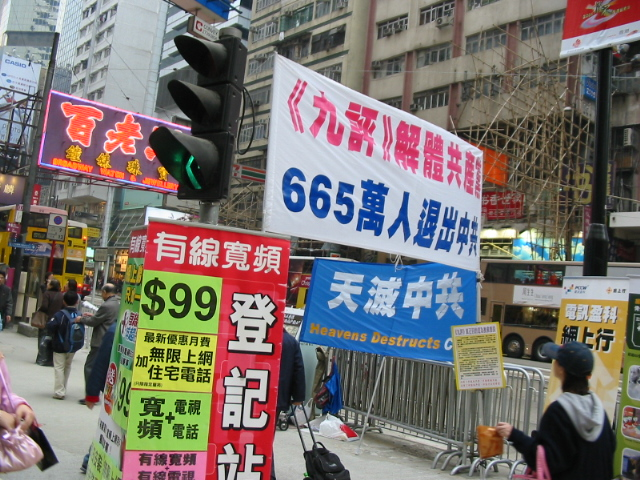
香港における「九評、退党」のバナー

九評共産党（きゅうひょうきょうさんとう、日本語では共産党についての九つの論評、中国語: 九评共产党; 拼音: Jiǔpíng Gòngchǎn dǎng）は、大紀元が2004年11月18日に発表した、中国共産党を批判した社説。1963年に人民日報上でソビエト連邦共産党を批判した文章である「九評蘇共」の体裁を模している。

## 概要
2004年11月18日、「大紀元」において社説として発表された。この中で中国共産党がいかに中国国民を苦しめてきたかを主張しており、中国でも旧ソ連や東欧諸国のように共産党が解体されるだろうと主張した。
中国語で記載されたものが原本であるが、日本語や英語を始めとした各国の言語へ翻訳されており、日本国内では博大出版から発行されている。しかしながら主要な流通経路に乗らなかったためか、知名度は低い。

## 構成
- 第一評：共産党とは一体何物か
- 第二評：中国共産党はどのようにでき上がったか
- 第三評：中国共産党の暴政
- 第四評：共産党が宇宙に反する
- 第五評：法輪功への迫害における江沢民と中国共産党の相互利用
- 第六評：中国共産党による民族文化の破壊
- 第七評：中国共産党による殺人の歴史
- 第八評：中国共産党の邪教的本質
- 第九評：中国共産党の無頼の本性

## 作者
『開放雑誌』2006年1月号の報道によると、中国の反体制活動家の鄭貽春が『九評共産党』の作者であるという。彼は2005年12月に扇動国家政権転覆罪で懲役7年を宣告されたが、傍聴していた弟に英語で、自分が九評共産党の作者であることを伝えた。鄭貽春の弁護を担当する高智晟弁護士は「今日午前、私の依頼人鄭貽春は『九評共産党』の作者であることを声明したが、後に信用できるルートで確認したところ、『九評』の作者は別人であると言った。」との緊急声明を発表している。作家の章天亮は、鄭貽春の声明に対して「彼はなぜ自分が九評の作者であると声明したのか？」を発表し、新しい分析をした。
一方、台湾大学経済学部の張清渓教授は台湾中央放送局の取材に、『九評共産党』の作者について「すべてアメリカの大紀元の編集者が執筆した」と言った。

## 参考資料
1. ↑  中国事务论坛 郑贻春：我就是《九评共产党》的作者 Archived 2012年7月23日, at Archive.is
2. ↑  高智晟：关于谁是《九评》作者的新声明
3. ↑  章天亮：为何声明自己是《九评共产党》的作者
4. ↑  章天亮：中共中央最相信九评，《大纪元时报》